# Stieglitz (Wappentier)
Der Stieglitz oder Distelfink ist in der Heraldik eine gemeine Figur und als Wappentier nur selten im Wappen zu finden.
Dargestellt wird der Vogel wenig abweichend vom natürlichen Erscheinungsbild. Markant ist die rote Gesichtsmaske, die das Wappentier eindeutig von anderen heraldischen Vögeln abgrenzt. Die Blickrichtung heraldisch rechts kann als Grundhaltung angesehen werden und muss deshalb in der Blasonierung nicht erwähnt werden. Es sind alle heraldischen Tinkturen erlaubt, aber die geringe stilistische Durchdringung zeigt vorrangig mehr oder weniger den natürlichen Vogel. 
Die frühe Nutzung der Wappenfigur Stieglitz ist bereits aus dem Siegel von Heinrich von Stieglitz über dem Wappenschild seit 1356 bekannt.
Der Stieglitz eignet sich für Familien mit dem Namen Stieglitz gut für redende Wappen. Ein Beispiel ist das Adelsgeschlecht Stieglitz (sächsisches Adelsgeschlecht).

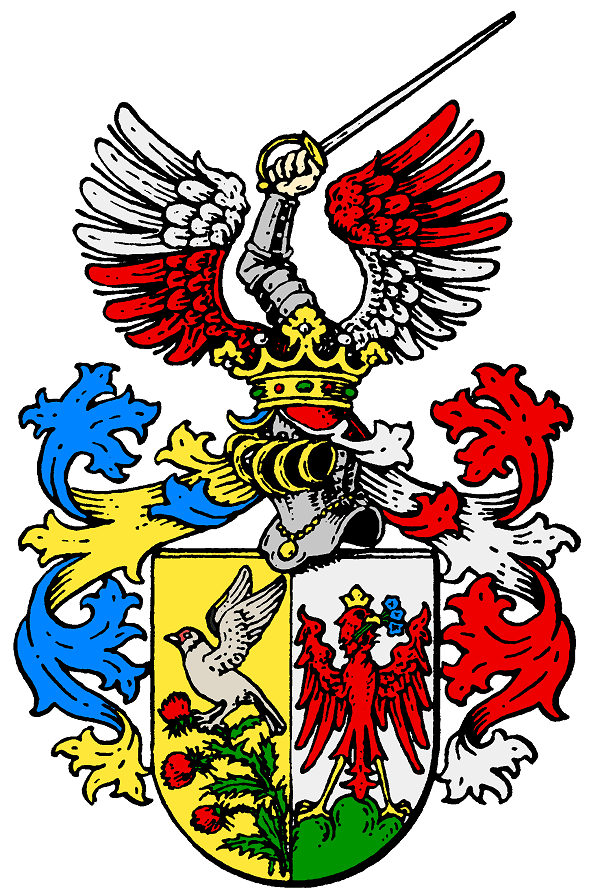
Stieglitz im Wappen des Adels Stieglitz (sächsisches Adelsgeschlecht)
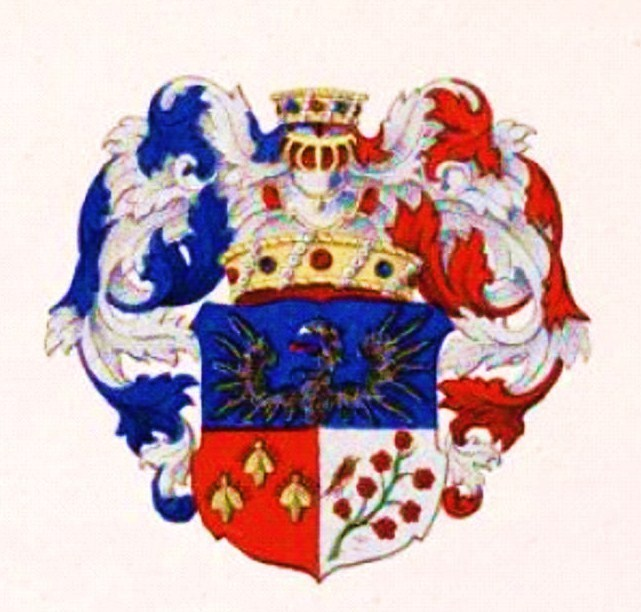
Wappen der baltischen Barone Stieglitz aus dem Adelsgeschlecht Stieglitz (sächsisches Adelsgeschlecht)
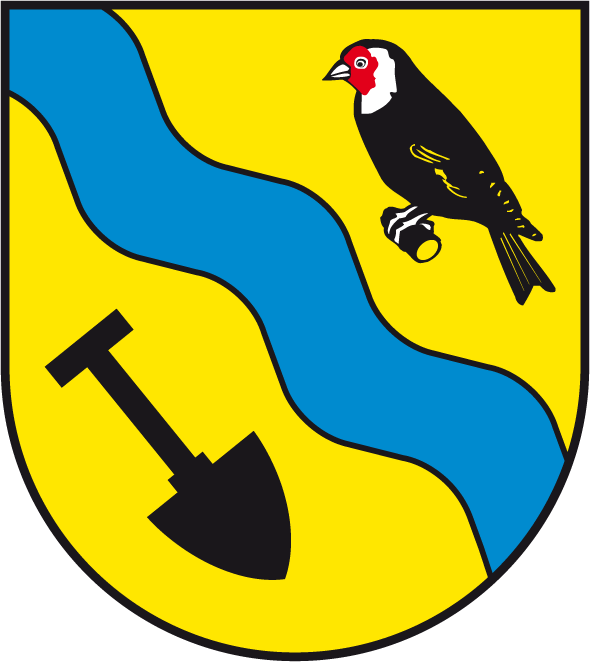
Ortswappen Stegelitz (Möckern)
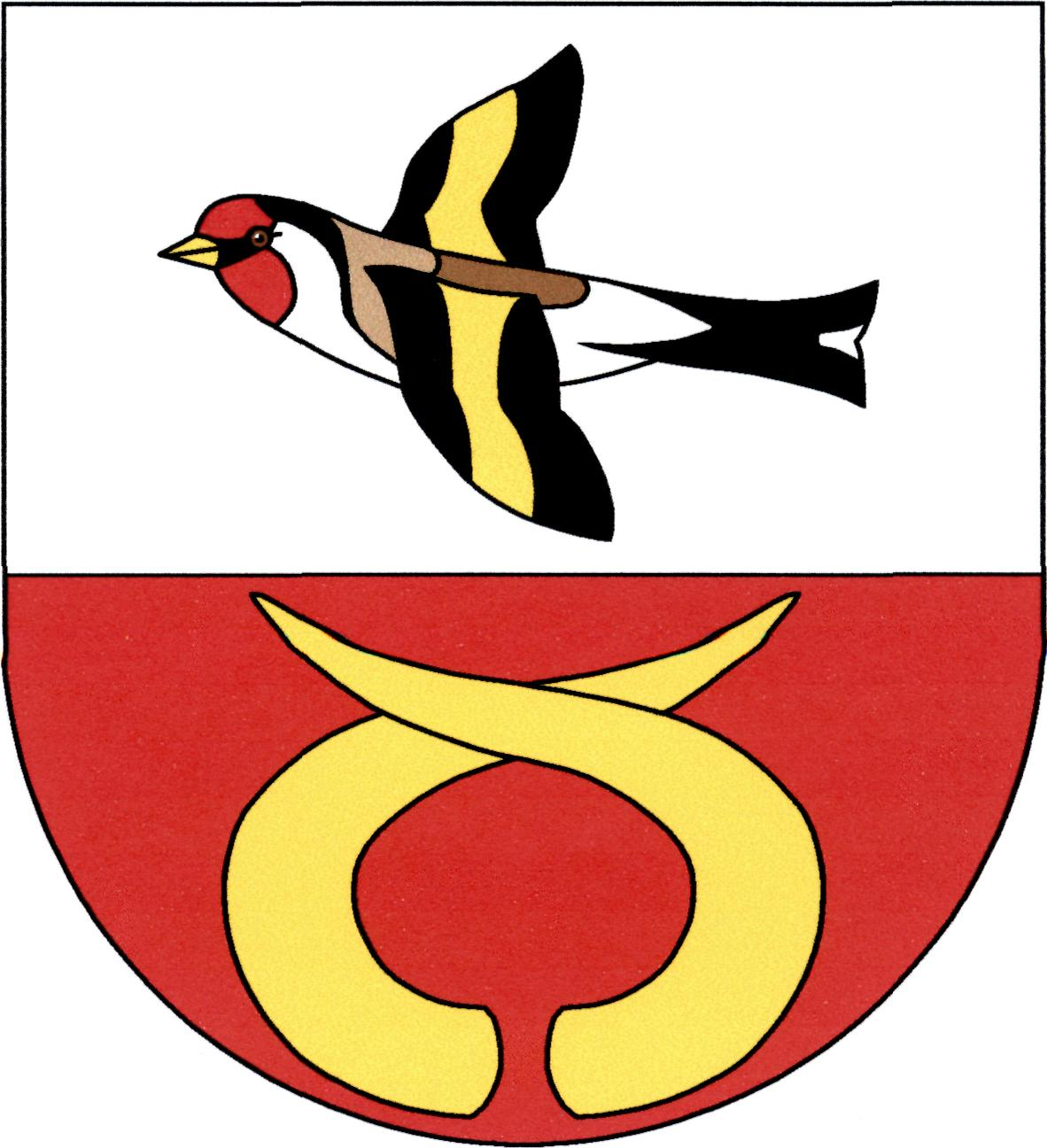
Im Wappen Stehelčeves ist der Stieglitz fliegend